# دهه ۱۳۶۰ (میلادی)
دهه ۱۳۶۰ (میلادی) صد و سی و ششمین دهه تقویم میلادی است.

## رویدادها
- 24 اکتبر 1360 : عهدنامه بریتانی میان انگلیس و فرانسه به اولین دوره جنگ های صد ساله خاتمه داد.

## درگذشتگان
‎